# Balogna
Balogna (in corso Balogna) è un comune francese di 130 abitanti situato nel dipartimento della Corsica del Sud nella regione della Corsica.

## Società

### Evoluzione demografica
Abitanti censiti